# Lijst van voetbalinterlands Canada - Kameroen (vrouwen)
Deze lijst van voetbalinterlands is een overzicht van alle officiële voetbalinterlands tussen de nationale vrouwenteams van Canada en Kameroen. De landen hebben tot nu toe één keer tegen elkaar gespeeld.

## Wedstrijden
| № | Plaats      | Datum        | Competitie | Wedstrijd         | Uitslag |
| - | ----------- | ------------ | ---------- | ----------------- | ------- |
| 1 | Montpellier | 10 juni 2019 | WK 2019    | Canada − Kameroen | 1 − 0   |

## Samenvatting
| Competitie   | Totaal gespeeld | Winst Canada | Gelijk | Winst Kameroen | Doelsaldo Canada – Kameroen |
| ------------ | --------------- | ------------ | ------ | -------------- | --------------------------- |
| WK-eindronde | 1               | 1            | 0      | 0              | 1 − 0                       |
| Totaal       | 1               | 1            | 0      | 0              | 1 − 0                       |